# Metropolia Dar-es-Salaam
Metropolia Dar-es-Salaam – jedna z 7 metropolii kościoła rzymskokatolickiego w Tanzanii. Została ustanowiona 25 marca 1953.

## Diecezje
- Archidiecezja Dar-es-Salaam
  - Diecezja Bagamoyo
  - Diecezja Ifakara
  - Diecezja Mahenge
  - Diecezja Morogoro
  - Diecezja Tanga
  - Diecezja zanzibarska

## Metropolici
- Edgard Aristide Maranta (1953-1968)
- kard. Laurean Rugambwa (1968-1992)
- kard. Polycarp Pengo (1992-2019)
- Jude Thadaeus Ruwa’ichi (od 2019)